# 達安輝
達安輝爵士（英語：Sir David Todd，1928年11月17日—2017年8月16日），1947年入讀港大醫學院。在醫學院的大家庭裏，人稱「達爺」。
義父達保羅（Paul Jerome Todd）是美國長老會（Presbyterian missionary）的醫生，義母Margaret Strathie是廣州首位註冊護士。
達保羅夫婦一共收養三名華人兒女，安輝排行第二，姐姐瑤輝、弟弟英輝，三人都受義父母的影響當上醫生。
1937年日本侵華，義父送他離開廣州，到香港拔萃男書院升學。
1974年接替麥花臣（Alexander James Smith McFadzean）教授擔任內科學系系主任，在他率領下，血液學、心臟學、內分泌學、胃腸肝學、神經學、腎臟學等各科都在短時間內迅速起步，本地的師生比例開始大幅增加。
1985年發起成立香港內科醫學院（Hong Kong College of Physicians），主動聯絡海外的醫院和同行，以保障香港醫生的醫學資格順利過渡九七回歸，並促使香港成為英國皇家內科醫學院之海外考試中心；又於1992年擔任香港醫學專科學院（Hong Kong Academy of Medicine）創院主席，推動香港醫生在本土接受專科訓練及資格保證。